# IC 388-2
IC 388-2 — галактика типу C (компактна галактика) у сузір'ї Ерідан.
Цей об'єкт міститься в оригінальній редакції індексного каталогу.